# Bernhard Hirczy
Bernhard Hirczy (* 20. September 1982 in Güssing) ist ein österreichischer Politiker (ÖVP). Er ist Tischlermeister und war von 2015 bis Februar 2020 Abgeordneter zum Burgenländischen Landtag und von Jänner bis Oktober 2017 Bürgermeister von Jennersdorf. Ab dem 17. Februar 2020 war er aus dem Burgenland entsandtes Mitglied des österreichischen Bundesrats. Vom 1. Juli 2022 bis 31. Dezember 2022 fungierte Hirczy als Vizepräsident des Bundesrates. Am 5. Oktober 2023 beendete Bernhard Hirczy mit den Worten „es war eine coole Zeit“ seine Funktion als Bundesrat.

## Leben
Bernhard Hirczy besuchte die Volks- und Hauptschule sowie die Handelsschule in Jennersdorf. Nach einer Lehre als Tischler arbeitete Bernhard Hirczy im Betrieb seiner Eltern. 2005 legte er die Meisterprüfung ab. Bernhard Hirczy wohnt mit seiner Partnerin Vera, seiner Tochter und seinem Sohn in Jennersdorf.

## Politik
Bernhard Hirczy wurde im Feber 2020 vom Landtag als Bundesrat gewählt und ist seit der Angelobung am 13. März 2020 Mitglied des Bundesrates der Republik Österreich. Seit Dezember 2021 ist Hirczy zusätzlich Mitglied des EU-Ausschusses. Außerdem wirkt Bernhard Hirczy im Unterrichts-, Sport-, Verkehrs- und Landesverteidigungsausschuss mit.
Hirczy war ab 2012 Vizebürgermeister der Stadtgemeinde Jennersdorf. Er ist Bezirksparteiobmann der ÖVP im Bezirk Jennersdorf. Am 5. Juli 2014 wurde er zum Landesobmann des ÖAAB im Burgenland gewählt und folgte in dieser Funktion Oswald Klikovits. Im November 2016 gab der Jennersdorfer Bürgermeister Wilhelm Thomas bekannt, dass er zurücktreten und das Amt im Jänner 2017 an Hirczy übertragen wird. Am 1. Jänner 2017 wurde er offiziell geschäftsführender Bürgermeister der Stadtgemeinde Jennersdorf. In der Gemeinderatssitzung am 12. Jänner 2017 wurde Bernhard Hirczy mit 23 von 23 Stimmen aller Fraktionen (ÖVP, SPÖ, Grüne und FPÖ) zum neuen Bürgermeister der Stadtgemeinde Jennersdorf gewählt.
Bei der Gemeinderatswahl 2017 verlor die ÖVP in Jennersdorf die absolute Mehrheit und erreichte nur mehr 36,68 %. Hirczy erreichte bei der Bürgermeisterwahl 41,38 %, sodass er am 29. Oktober gegen den Kandidaten der Jennersdorfer Bürgerliste JES, Reinhard Deutsch, antrat. Er unterlag diesem jedoch in der Stichwahl mit 46,67 %. Bis Juni 2021 war Bernhard Hirczy als Mitglied des Stadtrates von Jennersdorf aktiv.
Im Landtag hatte Bernhard Hirczy die Sprecherfunktion für Pendler, Infrastruktur und Arbeitnehmer inne. Nach der Landtagswahl 2020 schied er aus dem Landtag aus und zog anstelle von Marianne Hackl für die ÖVP in den Bundesrat ein.
Bernhard Hirczy übernahm die Sprecherfunktion für Landesverteidigung und Lehrlinge. Schwerpunkte seiner Arbeit als Bundesrat waren die Stärkung der Regionen. Speziell die Thematik Infrastruktur im Südburgenland soll vorangetrieben werden.
Im Rahmen der 958. Sitzung des Bundesrates am 5. Oktober 2023 verabschiedete sich Bernhard Hirczy mit emotionalen Worten aus dem Bundesrat. Die auf ihn folgenden Redner aller Fraktionen würdigten Hirczy für seinen Einsatz für die Lehre, die Duale-Ausbildung sowie die Themen S7 und Elektrifizierung der Bahnstrecke Jennersdorf-Graz und auch sein persönliches Wirken. Im Anschluss an die Rede gab es Standing Ovations für den Mandatar. Sein Bundesratsmandat ging an Philipp Kohl.